# Patellapis castanea
Patellapis castanea är en biart som först beskrevs av Raymond Benoist 1962.  Patellapis castanea ingår i släktet Patellapis och familjen vägbin. Inga underarter finns listade i Catalogue of Life.